# Мондалфорно (Бјела)
Мондалфорно је насеље у Италији у округу Бијела, региону Пијемонт.
Према процени из 2011. у насељу је живело 148 становника. Насеље се налази на надморској висини од 425 м.